# Parochamus thomsoni
Parochamus thomsoni là một loài bọ cánh cứng trong họ Cerambycidae.